# Роберт II фон Марк-Аренберг
Роберт II фон дер Марк-Аренберг (на немски: Robert II von der Marck-Arenberg; * 1 март/30 май 1506; † между 30 април и 1 май 1536) е благородник от род фон дер Марк, господар на Мирварт, Нойшато, Ломпрез, граф на Аренберг.

## Произход
Той е син на Роберт I фон Марк-Аренберг, господар на Аренберг, бургграф на Брюксел, маршал на Холандия († 1541/1544) и съпругата му Матилда ван Монтфоорт († 1550), дъщеря на бургграф Ян III ван Монтфоорт (1448 – 1522) и Вилхелмина ван Наалдвийк († 1504/1509). Внук е на граф Еберхард III фон Марк-Аренберг († 1496), бургграф на Брюксел, губернатор на Люксембург.
Роберт II фон дер Марк умира на ок. 29 години на 30 април 1536 г. Неговият внук херцог Карл фон Аренберг (1550 – 1616) е издигнат 1576 г. на княз на Аренберг и херцог на Арсхот.

## Фамилия
Роберт II фон дер Марк се жени на 26 август 1523 г. за Валбурга фон Егмонт-Бюрен († 12 април 1547), дъщеря на имперския генерал граф Флорис ван Егмонт-Бюрен (1469 – 1539) и Маргарета ван Глимес-Бергес († сл. 1551). Те имат децата:
- Мехтилд фон дер Марк-Аренберг († 4 февруари 1606, Амберг), омъжена на 25 май 1549 г. в Брюксел за ландграф Лудвиг Хайнрих фон Лойхтенберг (* 1529; † 5 юни 1567)
- Роберт III фон Марк-Аренберг († септември 1544, Брюксел), граф на Аренберг (1536 – 1541), фрайхер на Рекхайм, господар на Ньофшато, женен на 24 декември 1543 г. в Брюксел за Анна де Глимес-Бергес (* 1 ноември 1525; † 15 юни 1563)
- Мария фон дер Марк († пр. 10 юли 1563), омъжена пр. 1552 г. за граф Себастиан фон Хелфенщайн-Веленхайм-Визенщайг (* 21 септември 1521; † 16 май 1564)
- Маргарета фон Марк-Аренберг (* 15 февруари 1527, Рекхайм; † 18 февруари 1599, Цевенберген), графиня фон дер Марк, принцеса д'Аренберг (1541 – 1547), омъжена на 18 октомври 1547 г. в Граве за барон Жан/Йохан фон Лин-Барбансон, губернатор на Фризия (* ок. 1524; † 23 май 1568), от 1549 г. имперски граф на Аренберг

Той има още една дъщеря:
- Мария фон дер Марк († сл. 1564)